# Resolución 345 del Consejo de Seguridad de las Naciones Unidas
La resolución 345 del Consejo de Seguridad de las Naciones Unidas, adoptada sin votación el 17 de enero de 1974, después de una resolución de la Asamblea General, el Consejo decidió expandir los idiomas oficiales del mismo para incluir al chino. Junto con el chino, los idiomas oficiales del Consejo para entonces eran el inglés, el francés, el ruso y el español.